# Стефанов, Алексей Георгиевич
Алексей Георгиевич Стефанов (1902, Козельский уезд, Калужская губерния — 1967, Москва) — особоуполномоченный НКВД СССР, генерал-майор (1945).

## Биография
Родился в русской семье столяра. В коммунистической партии с августа 1924. Образование: 2-классная церковно-приходская школа в Серпуховской уезде в 1915; профессионально-техническая школа в Козельске в 1919; Институт философии в Москве с января по апрель 1930. Рабочий в низшем ремесленном училище Козельска с июня 1919 по январь 1921, заведующий организационным отделом Козельского уездного комитета РКСМ с января 1921 по март 1922, ответственный секретарь Козельского уездного комитета РКСМ с марта 1922 по март 1924.
В войсках ОГПУ: рядовой, политработник в пограничных войсках ОГПУ с апреля 1924 по декабрь 1929. Культпропагандист ячейки ВКП(б) завода «Электросвет» в Москве с мая 1930 по февраль 1932, затем секретарь ячейки ВКП(б) завода «Электросвет» до октября 1932. Инструктор организационного отдела Фрунзенского райкома МГК ВКП(б) с октября 1932 до октября 1933. Не работал, проживая в Москве, с октября 1933 до февраля 1934. Инструктор Фрунзенского РИК в Москве с марта 1934 по апрель 1936. Заведующий организационным отделом Киевского РИК в Москве с апреля 1936 по февраль 1937. Инструктор Киевского райкома МГК ВКП(б) с февраля 1937 по октябрь 1938. Затем снова не работал, проживая опять же в Москве, с октября 1938 по февраль 1939.
В органах НКВД—МВД: особоуполномоченный НКВД СССР с 28 февраля 1939 по 7 марта 1941. Заместитель начальника отдела кадров, начальник Особой инспекции НКГБ СССР с 7 марта 1941 по 8 марта 1947. Заместитель начальника Тюремного управления МВД СССР с 8 марта 1947 по май 1953. Заместитель начальника Центрального государственного архива Красной Армии с мая 1953, затем начальник штаба МПВО объектов ГАУ МВД СССР до 1956. Уволен из МВД 25 июля 1956.

### Звания
- майор ГБ, 09.03.1939;
- старший майор ГБ, 14.03.1940;
- комиссар ГБ, 14.02.1943;
- генерал-майор, 09.07.1945.

### Награды
- орден Красной Звезды, 20.09.1943;
- орден Отечественной войны 2-й степени, 21.04.1945;
- орден Красной Звезды;
- орден «Знак Почёта»;
- 5 медалей.